# Carmichaelia grandiflora
Carmichaelia grandiflora är en ärtväxtart som först beskrevs av George Bentham, och fick sitt nu gällande namn av Joseph Dalton Hooker. Carmichaelia grandiflora ingår i släktet Carmichaelia och familjen ärtväxter. Inga underarter finns listade i Catalogue of Life.